# وفاة ساردانابالوس
وفاة آشور بانيبال («آشور أنجب ابنًا وريثًا»، عرفه اليونانيون باسم «ساردانابالوس») هي لوحة زيتية رسمها الفنان الفرنسي ديلاكروا، وهي حالياً ضمن مقتنيات متحف اللوفر.